# Astrophytum ornatum
Astrophytum ornatum, mũ của giám mục hoặc cây xương rồng của nhà sư, là một loài thực vật có hoa thuộc họ Cactaceae, loài đặc hữu của cao nguyên trung tâm Mexico. Đây là loài Astrophytum lớn nhất và cao nhất.

## Mô tả
Cây đơn hình trụ, không phân nhánh, nó có thể cao tới 2 mét (6,6 ft) và bề rộng đạt 30 cm (12 in) trên cao nguyên Central Plateau. Có nhiều mảnh lông trắng trên thân để bảo vệ khỏi ánh nắng mặt trời. Nó ra hoa suốt mùa hè, những bông hoa dài 7 đến 8 cm màu vàng hoàng yến.

## Nuôi trồng
Đây là một loại cây gồ ghề ít khả năng bị thối rễ, và dễ trồng trong đất thoát nước tốt. Nó có màu xanh đậm dù trồng trong ánh sáng hoặc bóng râm. Cây có sức chống chịu đến lạnh 25 °F (−4 °C) .
Astrophytum ornatum đã giành được Giải thưởng Vườn khen của Hiệp hội Làm vườn Hoàng gia.

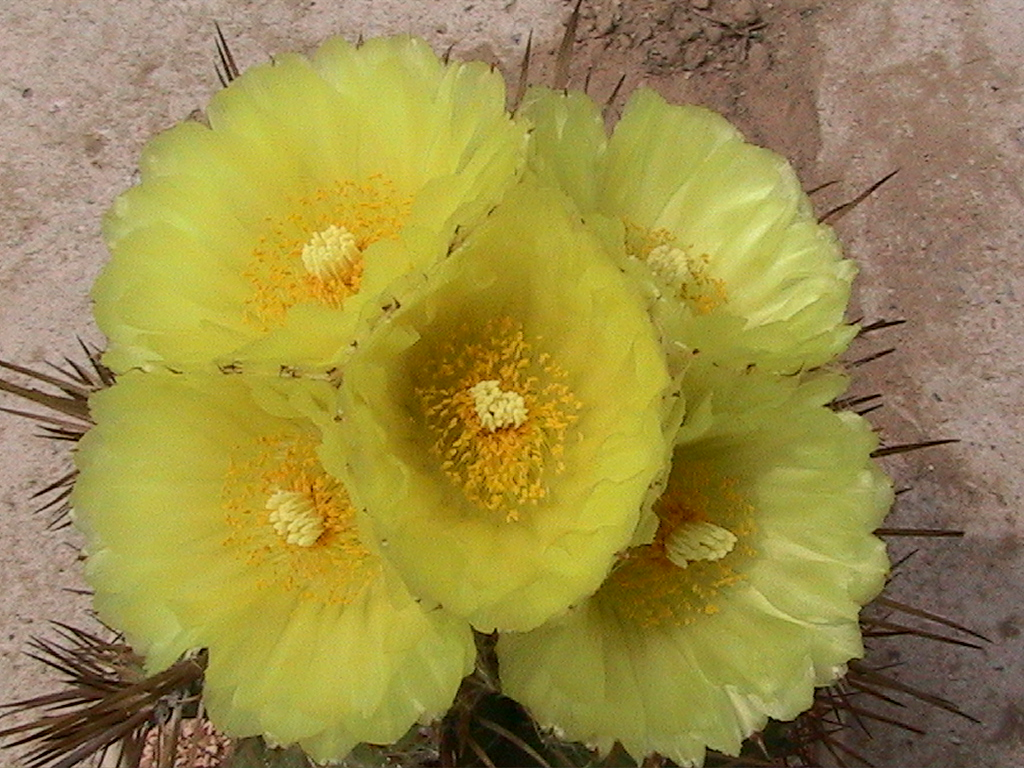
Astrophytum ornatum ra hoa

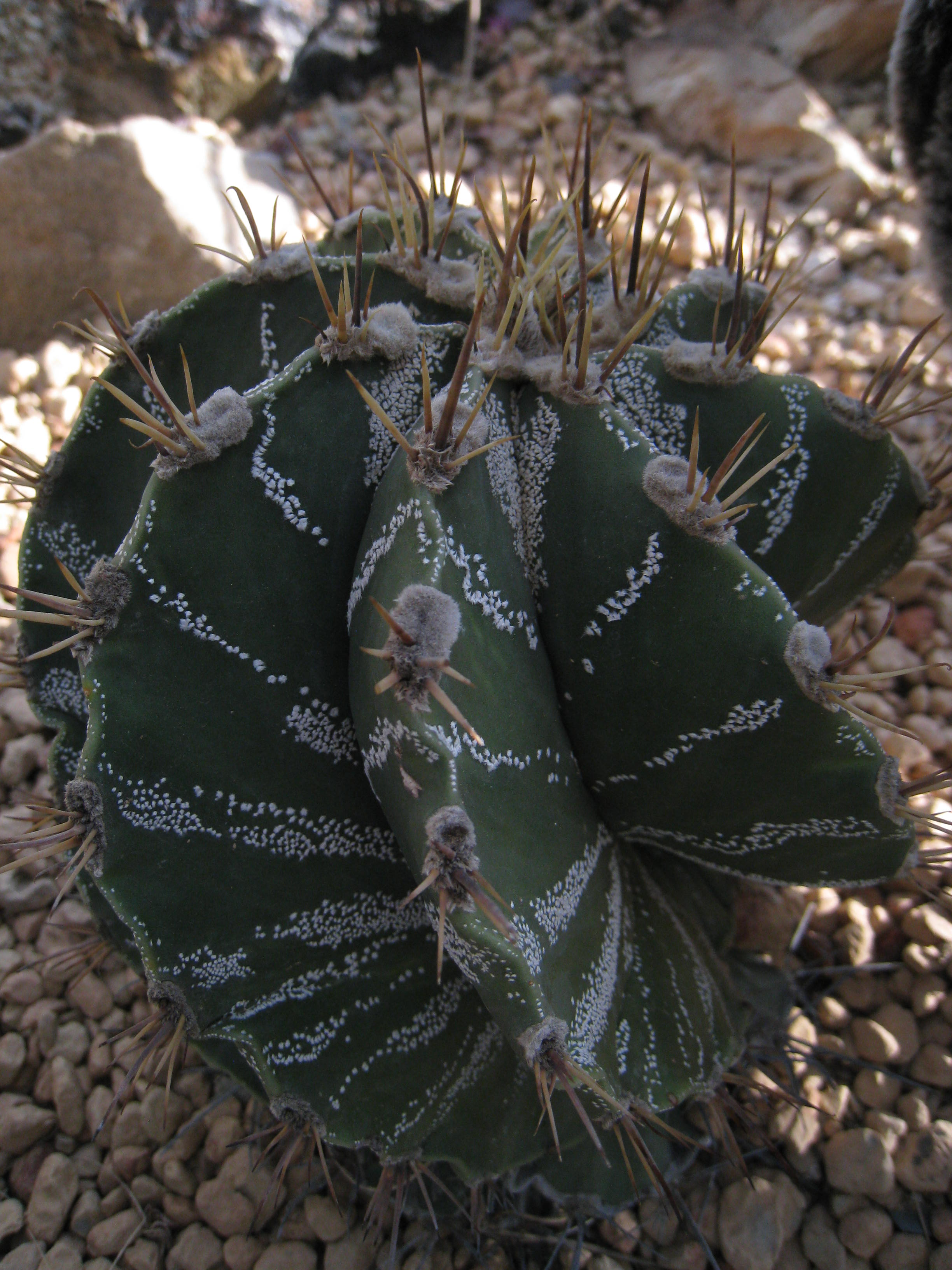
Nó thường có 8 múi, thường theo hình xoắn ốc